# Gatton (Surrey)
Gatton – wieś w Anglii, w hrabstwie Surrey. Leży 29 km na południe od centrum Londynu.